# أناليزا اريكسون
أناليزا اريكسون (بالسويدية: Annalisa Ericson)‏ هي ممثلة سويدية، ولدت في 14 سبتمبر 1913 في جزيرة جورجاردن في السويد، وتوفيت في 21 أبريل 2011 في ستوكهولم في السويد بسبب مرض.

## وصلات خارجية
- أناليزا اريكسون على موقع IMDb (الإنجليزية)
- أناليزا اريكسون على موقع ألو سيني (الفرنسية)
- أناليزا اريكسون على موقع ميوزك برينز (الإنجليزية)
- أناليزا اريكسون على موقع قاعدة بيانات الأفلام السويدية (السويدية)
- أناليزا اريكسون على موقع قاعدة بيانات الفيلم (الإنجليزية)